# José María Pascual del Pobil y Guzmán
José Pascual del Pobil y Guzmán (Alacant, 27 de maig de 1775 - 10 de novembre de 1864) fou un aristòcrata, militar i polític valencià, V baró de Finestrat i senyor de Benasau. Heretà el títol del seu pare, Francisco Pasqual del Pobil Rovira, el 1776.
El 1787 va ingressar en el Reial Seminari de Nobles de Madrid, i el 1791 es traslladà a una institució semblant a València. El 1793, amb només 18 anys, fou nomenat cavaller de l'Orde de Sant Joan. El 1808 ingressà a l'exèrcit espanyol com a soldat al Regiment d'Hússars de Cavalleria, en el que el 1845 assoliria el grau de tinent coronel. Quan es produí el pronunciament de Rafael del Riego es va alinear amb els liberals i fou nomenat alcalde d'Alacant el 1820-1821. Després va presidir la Junta de Regants de l'Horta d'Alacant i fou novament alcalde d'Alacant el 1835.